# Xylophrurus coreensis
Xylophrurus coreensis är en stekelart som beskrevs av Tohru Uchida 1955. Xylophrurus coreensis ingår i släktet Xylophrurus och familjen brokparasitsteklar. Inga underarter finns listade i Catalogue of Life.